# Колада

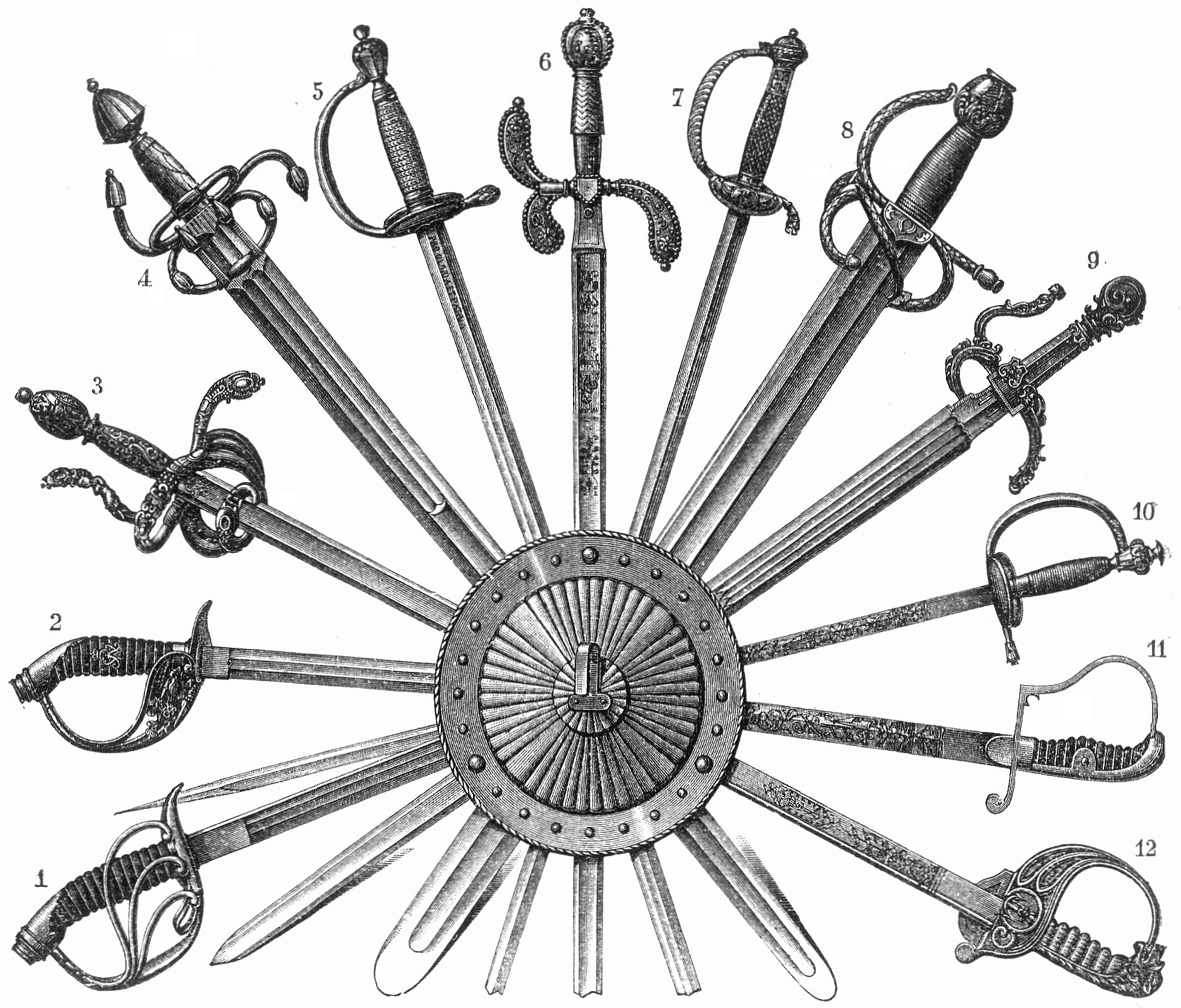
Мечі та шпаги з колекції Філіпа II. Колада — № 8.

Колада (ісп. Colada) — меч, який нарівні з Тісоною був особистою зброєю  Ель Сіда Кампеадора — національного героя Іспанії XI століття. За легендами сила зброї збільшувалася пропорційно відвазі воїна, що володів нею. Опис цих двох мечів неодноразово зустрічається в поемі «Пісня про мого Сіда». Назва, ймовірно, походить від іспанської «acero colado», що можна перекласти як сталь лита (фільтрована, без домішок). Німецький дослідник і історик зброї Томас Лайбле вважає, що особливий інтерес до цього меча був викликаний популярною екранізацією пригод Родріго Діаса де Віваро — фільмом « Ель Сід», головну роль в якому виконав Чарлтон Гестон .

## Колада в «Пісні про мого Сіда»
Сід Кампеадор отримав Коладу як бойовий трофей після сутички в 1082 році з  графом Барселони Рамоном Беренгером II (вірш 58): 
|  | Полонив він Раймунда, Коладу здобув - Тисячу марок меч цей коштував. |

Пізніше в тексті поеми Колада згадується при сутичці Ель Сіда з умовним ватажком «маврів Маліком Букара»  (вірш 117): 
|  | Цілих сім миль тривала скачка. Коло моря з Букарою Сід порівнявся, Заніс Коладу, сплеча вдарив, Повибував з шолома карбункули разом, Навершя розсік, роздробив забрало, Від чола розтрощив до пояса мавра, Убив короля з заморського краю. |

Саме після цієї перемоги Кампеадор отримує Тісону. Через деякий час Кампеадор подарував два знаменитих мечі своїм зятям — Фернандо і Дієго, але вже незабаром, після того як інфанти негідно обійшлися з дочками героя, зажадав повернення їх. Суд, призначений королем, присудив: Фернандо і Дієго повинні зійтися в особистому двобої з воїнами, яких виставить Ель Сід. Переможець у кожній дуелі стане володарем меча. Фернандо Гонсалес практично відразу визнав свою поразку. Для поєдинку з Дієго був обраний молодий і спритний копейщик Мартін Антолінес , якому для бою, по проміжному рішенню суду, Кампеадор передав Коладу (вірш 137): 
|  | Візьміть Коладу, васал мій гідний. Володів нею перш, ніж я її добув, Раймунд Беренгарій, граф Барселонський. Дарую її вам, чию пізнав доблесть. <...> Б'є дон Мартін що є сили навідлиг, розсік на інфанті шолом позолочений, Зав'язки на ньому порвав, як мотузки, Забрало пробив до підкладки холщової. Шпага наскрізь крізь полотно проходить, Волосся ріже, торкається шкіри. Залишилося на Дьего півшолома тільки. Від удару Колади злякався каррьонець, Зрозумів, що цілим не вийде із бою. |

 Дієго ганебно втік з поля бою. Мартін деякий час переслідував його, завдаючи Коладою удари плазом по збруї противника. Але незабаром слуги короля, за його наказом, оголосили про перемогу Антолінеса.

## Історичні факти
Історичні факти підтверджують, що реально існуючий воїн Родріго Діас де Вівар, більш відомий в епосі як Ель Сід, дійсно володів двома примітними клинками, які після смерті перейшли до його дочки Марії Родрігес, а від неї — у власність  королів Арагона. У 1286 році вони потрапили до колекції  короля Кастилії Санчо IV. В 1503 році мечі вказано в описі майна  Алькасара в Сеговії. Більше в письмових джерелах Колада не згадується. Доказів автентичності тих чи інших демонстрованих примірників, званих Коладо, в даний час немає . У Королівському палаці в Мадриді представлений меч під цим ім'ям. Справжнє руків'я замінена на ефес від шпаги XVI століття. В архівах музею цей зразок вперше зареєстрований під назвою Колада тільки на початку XX століття. Клинок хоча і старше від руків'я, виготовлений не раніше XIII століття, тобто він не міг належати Родріго Діас де Віваро.

## Опис меча
Меч, який зберігається в Королівському палаці в Мадриді під назвою Колада, має наступні характеристики. Двосічний меч довжиною 82,5 сантиметрів. Руків'я з перехрестям — 17,5 сантиметрів. Вага близько 1,2 кілограмів. Руків'я обмотано металевим дротом. У верхній частині клинка є гравірування на латині: Lo Soy La Colada Fue Fecha En Era de Hice Trinita («Я — Колада, зроблена в епоху Святої Трійці»). Відповідно до опису 1503 року гарда, держак і навершя виконані з посрібленого заліза, держак обмотаний білою шкірою. На клинку з кожного боку є широкі доли .